# Mesonychia
A Mesonychia („középmancsosok”, korábbi nevükön 'Acreodi') a ragadozó, patás emlősök rendje, a párosujjú patások (Artiodactyla) és a bálnák kihalt rokonai. A középső paleocén idején jelentek meg, de az eocén után a más emlős ragadozó csoportokkal szembeni versenyben hanyatlásnak indultak és az oligocén elején kipusztultak.

## Leírásuk
A mesonychidák külsejükben erősen hasonlítottak a farkasokra, de ez véletlen és nem rokonság következménye. Jellegzetes háromszögletű rágófogaik voltak, hasonlóak a bálnák, különösen az Archaeoceti alrend („ősbálnák”) fogaihoz, és a koponyájuk anatómiájában is vannak hasonlóságok. Ennek alapján korábban azt is gondolták, hogy a bálnák a mesonychidáktól származhatnak, a molekuláris genetikai és egyéb morfológiai kutatások szerint azonban valódi őseik a párosujjú patások, közülük is talán a Anthracotheriidae család, amelyből a vízilovak is származnak. Egyes paleontológusok ma is a mesonychidákat tartják a bálnák és vízilovak közös őseinek. Viszonylag új vélemény, hogy a mesonychidák az őspatásoktól (Condylarthra) származhatnak és a Laurasiatheria főrendbe tartoznak.
A mesonychida szó szoros értelemben véve csak a Mesonychidae család tagjaira vonatkozik, mint például a Mesonyx nem fajai. Szélesebb értelemben azonban használják az egész Mesonychia rend tagjaira. 
A mesonychidák, e „patás farkasok” voltak a domináns ragadozók a paleocén és eocén idején az ekkor szigetívet képező Európában, a szigetkontinens Ázsiában és Észak-Amerikában. Sok paleontológus véli azonban, hogy inkább dögevők lehettek. A legnagyobb fajokkal kapcsolatban ez valószínű is. Sok fajuk halakkal táplálkozhatott.